# 金鼎路
金鼎路（Jinding Rd.）為高雄市三民區覆鼎金地區的東西向道路，起端銜接本館路，末端銜接民族一路760巷，是往來三民區及鳥松區的重要道路。

## 行經行政區域
- 三民區

## 沿線設施
（由東至西）
- 南區環保公園
- 高雄市立三民高級中學
- 金獅湖大酒店
- 萊爾富高市鼎力店
- 高雄市公車金獅湖站
- 全家便利商店高雄鼎中店

## 公共自行車
- 高雄市公共自行車租賃系統：
  - 南區環保公園：金鼎路/金鼎路66巷口(東北側)
  - 三民高中西側：金山路/金鼎路口東南側
  - 金獅湖：鼎力路114號(對面人行道)

## 相關連結
- 高雄市主要道路列表